# Jeppe Aakjær
Jeppe Aakjær (Skive, Jutlandia; 10 de septiembre de 1866-Jenle, 22 de abril de 1930)

## Biografía
fue un poeta y novelista danés, discípulo de Georg Brandes y de Steen Steensen Blicher, con el que comienza la poesía regional danesa y el uso del danés como idioma moderno. Como poeta se le considera, junto con Johanes Jensen, el cantor de Jutlandia.
De origen humilde, luchó ante las injusticias sociales, sobre todo las sufridas por los campesinos, y por ello se convirtió en un exponente de la literatura campesina de Dinamarca. Su primera esposa fue la también escritora Marie Bregendahl, conocida por su literatura regionalista.

## Obra
La obra narrativa de Aakjær  constituye un testimonio acre de la vida rural destacando la miseria de las clases inferiores, en donde aboga por reformas políticas y sociales.
Su novela más conocida es Vredens Born (Los hijos de la ira, 1904), en donde describe la vida de opresión y miseria en que viven los criados y sirvientes en las fincas rurales; entre otras obras destacan: Hvor Bonder bor (Donde viven los campesinos, 1908), Arbejdets Glaede (La alegría del trabajo, 1914), Bondens Søn (El hijo del campesino,1899), (La leyenda de un criado,1904), (Bajo la estrella de la tarde), Donde hay fuerzas que germinan, (1916).
Su obra poética, fresca y sincera, produjo emocionada admiración en los medios intelectuales de Copenhague: Fri Felt (Campo abierto, 1905), (Canto del segador,1906), Rugens Sange (Cantos del centeno, 1906) y Vejr og Vind og Folksind (Aire, viento y humor popular, 1921).